# Транскордонний заповідник Каванго-Замбезі
Транскордонний заповідник Каванго-Замбезі (англ. Kavango-Zambezi Transfrontier Conservation Area) — найбільша в Африці заповідна територія, розташована у п'яти країнах: Анголі, Ботсвані, Замбії, Зімбабве і Намібії. На території заповідника відсутні прикордонні перешкоди, що дає змогу тваринам вільно мігрувати по усій його території.

## Склад
У Транскордонний заповідник Каванго-Замбезі включено такі області:
- Південний схід Анголи
- Південний захід Замбії
- Північ Ботсвани
- Захід Зімбабве
- Велику частина басейну  Замбезі
- Річковий басейн Окаванго
- Дельта Окаванго
- Смуга Капріві
- Національний парк Гванге
- Національний парк Чобе
- Національний парк Бвабвата
- Національний парк Нгаї Пан
- Водоспад Вікторія

## Ресурси Інтернету
- www.kavangozambezi.org — офіційний сайт Транскордонного заповідника Каванго-Замбезі